# Arto Pirttilahti

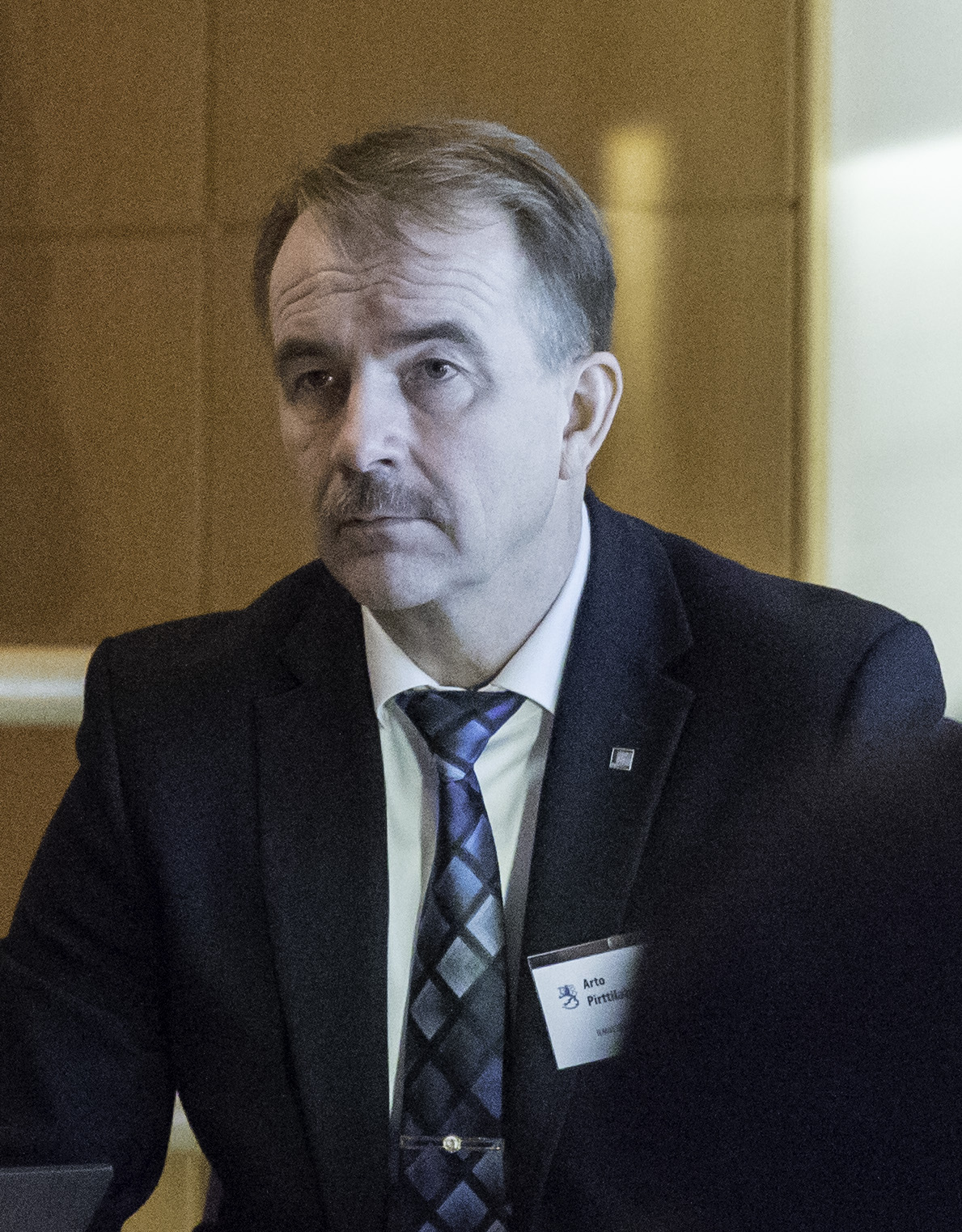

Arto Väinö Uolevi Pirttilahti, född 4 april 1963 i Pohjaslahti, är en finländsk politiker (Centern). Han är ledamot av Finlands riksdag sedan 2011.
Pirttilahti är agrolog till sin utbildning och har varit anställd av Luhango, Juupajoki och Virdois kommuner samt som verksamhetsledare för Övre Birkalands bygdeförening. I riksdagsvalet 2011 blev Pirttilahti invald i riksdagen med 5 516 röster från Birkalands valkrets.